# Erste Group
Erste Group Bank AG es uno de los mayores proveedores de servicios financieros de Europa Central y Oriental, atendiendo 15,7 millones de clientes en más de 2.700 oficinas en siete países.

## Historia
Erste österreichische Spar-Casse fue fundado en 1819 en Leopoldstadt, un barrio de Viena. Con el fin del comunismo, la empresa inició una fuerte expansión por Europa Central y Oriental y en 2008 había adquirido 10 bancos en crisis. 
Fue privatizado en 1997, para cotizar en las bolsas de Viena, Praga y Bucarest e incluida en los índices CEETX, ATX y PX.
El 9 de agosto de 2008, el antiguo Erste Bank Oesterreich fue dividido en el holding de nueva creación Erste Group Bank AG y en el holding Erste Bank der österreichischen Sparkassen AG.
En la lista de la revista Forbes de 2013, Erste Group Bank figura en el puesto 672º, tercera entre las empresas austríacas.

## Expansión hacia Europa Central y Oriental desde 1997
Tras la reestructuración de su capital, en 1997, el Erste Bank inició una estrategia de expansión por toda Europa Central y Oriental. La primera adquisición fue el Mezőbank húngaro, en 1997. Tres años después, en 2000, fueron adquiridas participaciones mayoritarias en bancos de la República Checa (Česká spořitelna) y de Eslovaquia (Slovenská sporiteľňa).
También en 2000, tres pequeños bancos croatas fueron integrados para formar el Erste & Steiermärkische Bank dd, después de su adquisición en 1997 por el Erste Bank y por el Steiermärkische Bank y Sparkassen AG.
En 2003, Riječka banka fue integrado en el Erste & Steiermärkische Bank. La participación de Erste Group en las compañías subsidiarias era del 55,1% de su capital.
La adquisición del 61,88% en el Banca Comercial Română SA (BCR), el mayor banco de Rumanía, con 2,8 millones de clientes y 12.000 empleados, por un total de 3.751 millones de euros en 2005, fue la mayor inversión extranjera directa realizada por una empresa austríaca. El número de empleados a finales de 2008 era de 9.985.
En julio de 2005, el Erste Bank firmó el contrato de compraventa para la adquisición del 83,28% de las acciones de Novosadska banka ad, de Novi Sad, Serbia. Con la adquisición del banco, el nuevo Erste Bank Novi Sad entró en el mercado serbio.
En 2007, Erste adquirió el 100% del Bank Prestige en Ucrania, su primera inversión en el país. Sin embargo, en abril de 2013, el Grupo Erste vendió su subsidiaria ucraniana por cerca de 63 millones de euros a los propietarios del Fidobank.
En 2008, los negocios extranjeros de Erste Bank fueron transferidos al recién creado Grupo Erste.
| Adquisiciones bancarias en Europa Central y Oriental desde 1997 |                                                                 |                 |                 |                               | |
| Año                                                             | Banco                                                           | País            | Compartir (hoy) | Precio (en millones de euros) | Comentarios |
| 1997                                                            | Mezőbank                                                        | Hungría         | 100,00%         | n / D                         | Opera la quinta mayor red subsidiaria de Hungría; en 1998, fue renombrado para Erste Bank Hungary, 2003, consolidado con el Postabank |
| 2000                                                            | Česká spořitelna                                                | República Checa | 99%             | 530                           | Mayor banco privado de la República Checa; 2000: 52,07% adquiridos                                                                    |
| 2000                                                            | Slovenská sporiteľňa                                            | Eslovaquia      | 100,00%         | 425                           | 2000: adquisición del 67,2%; 2005: opción de compraventa ejercida por 19,99% adicionales, posteriormente, adquisición del 100%        |
| 1997– 2002                                                      | Bjelovarska banka Trgovačka banka Čakovečka banka Riječka banka | Croacia         | 69,3%           | n / D                         | Erste & Steiermärkischen Bank dd, tercero mayor banco de Croacia                                                                      |
| 2005                                                            | Novosadska banka                                                | Serbia          | 80,5%           | n / D                         | |
| 2005                                                            | Banca Comercială Română                                         | Rumania         | 93,6%           | 3.751                         | Mayor banco de Rumanía |
| 2007                                                            | Bank Prestige                                                   | Ucrania         | 0%              | 79,4                          | Vendido al Fidobank en abril de 2013                                                                                                  |
| 2009                                                            | Banco de Oportunidades                                          | Montenegro      | 100%            |                               | Renombrado para Erste Bank AD Podgorica                                                                                               |
| 2018                                                            | Erste                                                           | Alemania        | n / D           | n / D                         | |
| 2018                                                            | Erste Securities Polska                                         | Polonia         | n / D           | n / D                         | |

### Subsidiarias en Europa Central y Oriental
La holding Erste Group Bank AG opera en marcas locales en 10 países de Europa Central y Oriental:
- Austria: Erste Bank der oesterreichischen Sparkassen AG
- República Checa: Česká spořitelna as
- Eslovaquia: Slovenská sporiteľňa
- Montenegro: Erste Bank Montenegro
- Hungría: Erste Bank Hungary Zrt.
- Croacia: Erste & Steiermärkische Bank dd
- Serbia: Erste Bank Novi Sad
- Rumanía: Banca Comercială Română
- Eslovenia Banka Sparkasse dd
- Alemania: Erste
- Polonia: Erste Securities Polska

### Crisis financiera
Durante las pruebas de estrés de 2014 de la Autoridad Bancaria Europea (EBA), el índice de patrimonio del Erste Group Bank AG alcanzó el 11,2% en el escenario normal y un 7,6% en el escenario negativo, por lo que el Grupo Erste pasó la prueba de estrés conforme a lo esperado, a pesar de algunos problemas en ciertos territorios.

### Banca digitalGeorge
En enero de 2015, el Grupo Erste lanzó su plataforma de banca digital "George" en Austria. En 2018, "George" fue lanzado en Eslovaquia, República Checa y Rumanía. Según Erste Group, tenía aproximadamente 4 millones de usuarios en esos cuatro mercados a finales de 2018.

### Campus Erste
En la primavera de 2016, 4.500 empleados del Erste Group, del Erste Bank Oesterreich y sus subsidiarias en Viena se trasladaron a su nueva sede, el "Campus Erste". La sede está ubicada en el área de la antigua Südbahnhof y es el primer complejo de edificios del nuevo "Quartier Belvedere".

## Accionistas

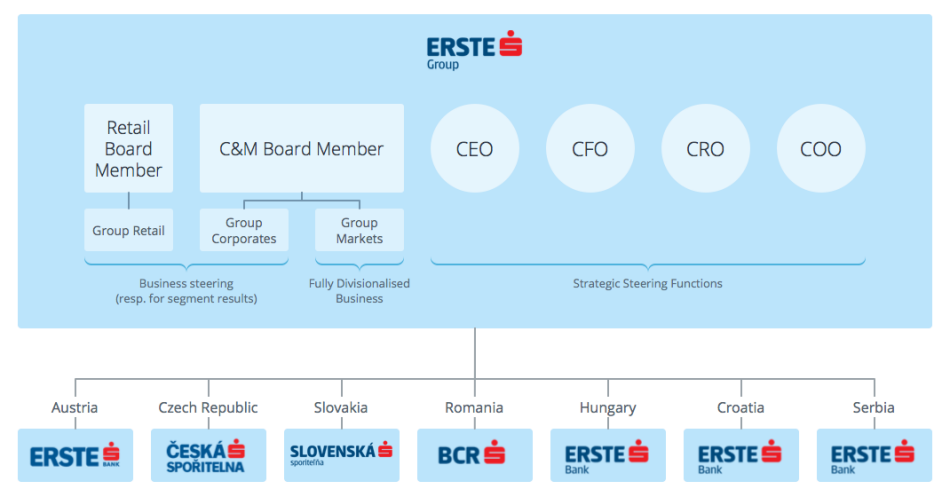
Estructura del Grupo Erste

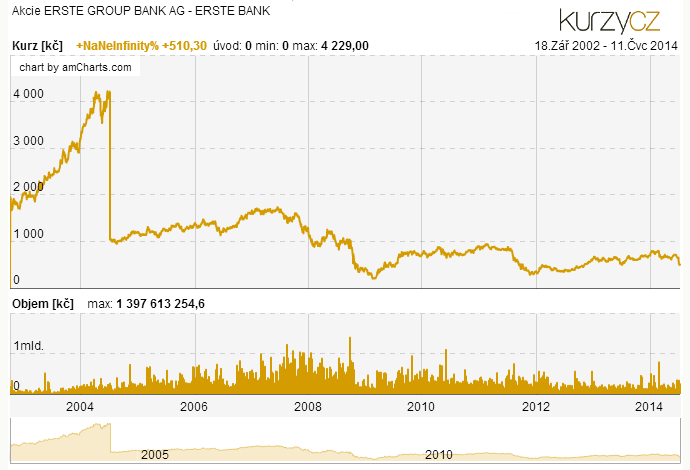
Aktie ERSTE GROUP BANK preise gráfico

A partir de 30 de junio de 2016, los accionistas eran:
- 19,5% ERSTE Foundation
- 9,9% Criteria CaixaCorp, SA
- 5,0% Inversores de varejo Austria
- 4,6% Harbor Int. Fund
- 0,9% Empleados
- 45,1% Inversores institucionales
- 15,0% No identificado